# أوغست هيرمان هالفورسن
أوغست هيرمان هالفورسن (بالنرويجية البوكمول: August Herman Halvorsen)‏ هو سياسي نرويجي، ولد في 2 سبتمبر 1866، وتوفي في 6 يناير 1929. حزبياً، نشط في Radical People's Party (Norway) ‏. وقد انتخب نائب عضو برلمان النرويج ‏.